# Pardosa sodalis
Pardosa sodalis är en spindelart som beskrevs av Holm 1970. Pardosa sodalis ingår i släktet Pardosa och familjen vargspindlar. Inga underarter finns listade i Catalogue of Life.